# Báránd
Báránd là một thị trấn thuộc hạt Hajdú-Bihar, Hungary. Thị trấn này có diện tích 42,57 km², dân số năm 2010 là 2586 người, mật độ 61 người/km².